# 阿尔芒·吕内尔
阿尔芒·吕内尔（法語：Armand Lunel，法語發音：[aʁmɑ̃ lynɛl]，1892年6月9日—1977年11月3日）法国普罗旺斯犹太裔作家。

## 生平
吕内尔出生于普罗旺斯地区艾克斯的一个犹太家庭。成年后，吕内尔在摩纳哥教授哲学。
吕内尔写了大量关于普罗旺斯犹太人的文章。虽然他常被称为是犹太-普罗旺斯语最后的使用者 ，但是他对这门语言其实并不熟悉，仅知晓几个单词及句子。
吕内尔是作曲家达律斯·米约儿童时期的好友，并为其1938年基于犹太-普罗旺斯语民歌的歌剧《卡庞特拉的以斯帖》、1924年的《俄耳甫斯的不幸》及1954年的《大卫》写过词。他还为盎利·索杰特（Henri Sauguet）于1939年首次演出的《帕尔马的加尔都西会》（Le Chartreuse de Parme）写过词。
1920 年，吕内尔与建筑师亚伦·弥赛亚（Aron Messiah）的女儿蕾切尔·苏珊·弥赛亚（Rachel Suzanne Messiah，1892-1981）结婚。